# Vladislav Klimovich
Vladislav Klimovich (tiếng Belarus: Уладзiслаў Клiмовiч; tiếng Nga: Владислав Климович; sinh 12 tháng 6 năm 1996) là một cầu thủ bóng đá Belarus. Tính đến năm 2020, anh thi đấu cho Dinamo Minsk.

## Danh hiệu
BATE Borisov
- Vô địch Giải bóng đá ngoại hạng Belarus: 2014
- Vô địch Siêu cúp bóng đá Belarus: 2015

Jelgava
- Latvian Football Cup winner: 2015-16